# Kućan Ludbreški
Kućan Ludbreški is een plaats in de gemeente Ludbreg in de Kroatische provincie Varaždin. De plaats telt 195 inwoners (2001).